# Acyle
En chimie, un acyle ou un groupe acyle est un radical ou un groupe fonctionnel obtenu en enlevant le groupe hydroxyle d'un acide carboxylique. Le groupe acyle correspondant à un acide carboxylique de formule RCOOH aura pour formule RCO–, où l'atome de carbone et celui d'oxygène sont liés par une double liaison (groupe carbonyle).

## Composés d'acyle
Parmi les acyles les plus courants, on retrouve les chlorures d'acyle comme le chlorure d'acétyle ou encore le chlorure de benzoyle. Ces réactifs sont utilisés en tant que source d'ions acylium, utilisé pour fixer des groupes acyle sur des composés variés difficilement synthétisables directement. Les amides, les esters et les thioesters tout comme les cétones ou encore les aldéhydes.

## Cation acylium
Les ions acylium sont des cations de formule R−C+=O. Ces espèces sont des réactifs courants pour de nombreuses réactions telles que l'acylation de Friedel-Crafts ou encore le réarrangement de Hayashi. De plus, ces cations sont des fragments caractéristiques des cétones observables en spectrométrie de masse. Ils sont obtenus généralement en traitant des halogénures d'acyle dans la pyridine ou plus généralement des amines tertiaires.

## Biochimie
En biochimie, les coenzymes A sont des dérivés d'acyles formés à partir d'acides gras. L'acétyl-coenzyme A, le dérivé le plus commun, sert de donneur d'acyle dans de nombreuses transformations biosynthétiques. De nombreux glucides sont également acylés.

## Nomenclature
Le nom des groupes acyle dérivent de ceux des acides carboxyliques en remplaçant le suffixe -ique par -yle ou -oyle, il ne faut toutefois pas les confondre avec les groupes alkyle ayant une terminaison similaire.
| Molécule | Nom commun                                                                                            | Nomenclature systématique |
| -------- | --- | ------------------------- |
|          | Chlorure de formyle                                                                                   | Chlorure de méthanoyle    |
|          | Chlorure d'acétyle                                                                                    | Chlorure d'éthanoyle      |
|          | Chlorure de propionyle                                                                                | Chlorure de propanoyle    |
|          | Chlorure d'acryle                                                                                     | Chlorure de propénoyle    |
|          | Chlorure de benzoyle (à ne pas confondre avec le chlorure de benzyle qui n'est pas la même molécule). |                           |